# 迪布里夫卡 (敖德薩州)
47°52′12″N 29°24′40″E / 47.87000°N 29.41111°E
迪布里夫卡（羅馬化：Dibrivka）是位於烏克蘭西南部的村莊，由敖德萨州波迪利斯克区的庫亞利尼克市鎮負責管轄。該村始建於1928年，面積1.13平方公里，海拔高度223米，2001年人口458，人口密度每平方公里405.31人。